# کفرحات جلاد
کفرحات جلاد (به عربی: کفرحات جلاد) یک روستا در سوریه است که در ناحیه سلقین واقع شده‌است. کفرحات جلاد ۲۳۳ نفر جمعیت دارد.